# 青島明生
青島 明生（あおしま あけお、1955年 - ）は、日本の弁護士、オンブズマン。富山県弁護士会会長、中部弁護士会連合会理事長、NPO法人市民オンブズ富山代表理事等を歴任した。

## 人物・経歴
富山県高岡市出身。富山市立東部小学校、富山市立東部中学校、富山県立富山高等学校を経て、静岡大学人文学部法経学科卒業。イタイイタイ病訴訟や、山中事件を手がけたほか、金沢大学法科大学院非常勤講師、特定非営利活動法人市民オンブズ富山代表理事等も歴任した。2012年富山県弁護士会会長。2017年から中部弁護士会連合会理事長を務め、消費者教育の促進などにあたった。